# Манчіано
Манчіано (італ. Manciano) — місто і муніципалітет в Італії, у регіоні Тоскана,  провінція Гроссето.
Манчіано розташоване на відстані близько 115 км на північний захід від Рима, 135 км на південь від Флоренції, 39 км на південний схід від Гроссето.
Населення — 7368 осіб (2014).
Щорічний фестиваль відбувається 6 листопада. Покровитель — San Leonardo.

## Демографія
Населення за роками:

Станом на 1 січня 2023 року в муніципалітеті офіційно проживало 995 іноземців з 56 країн, серед них 628 громадян країн Євросоюзу та 23 громадяни України.

## Сусідні муніципалітети
- Каніно
- Капальбіо
- Іскія-ді-Кастро
- Мальяно-ін-Тоскана
- Монтальто-ді-Кастро
- Орбетелло
- Пітільяно
- Роккальбенья
- Скансано
- Семпроніано
- Сорано